# Палласовка
Палла́совка — город в Волгоградской области России. Административный центр Палласовского района. Образует городское поселение город Палласовка.
Население — 14 966 (2021).

## География
Город расположен на северо-востоке Волгоградской области, в степи Прикаспийской низменности, на правом берегу Торгуна в месте впадения в него реки Бульбин, на высоте около 33 м над уровнем моря. Самый восточный город области.
Рельеф местности равнинный. Почвы светло-каштановые солонцеватые и солончаковые.
К городу примыкают посёлки Заволжский (на севере) и Новостройка (на юге).
По автодорогам расстояние до города Волгоград — 280 км, до Саратова — 230 км. Через город проходит железнодорожная линия Пушкино (Урбах) — Верхний Баскунчак (согласно официальному километражу — часть линии Москва-Казанская — Астрахань) Приволжской железной дороги.

### Часовой пояс
Палласовка, как и вся Волгоградская область, находится в часовой зоне МСК (московское время). Смещение применяемого времени относительно UTC составляет +3:00.

## История
Основан в начале XX века как посёлок при ж.-д. станции Палласовка на линии Астрахань — Саратов. Работы по строительству линии начались весной 1904 года, движение открыто в 1907 году. Станция получила название по имени знаменитого путешественника и натуралиста Петра Палласа. В 2 км к востоку от станции располагалось основанное в 1860 году немецкое село Ней-Галка.
В 1921 году был образован Торгунский район, переименованный 15 мая 1923 года в Палласовский район АССР Немцев Поволжья (центром кантона являлось село Ней-Галка). В 1926 году немцы составляли 35 % населения посёлка (516 из 1471).
В 1933 году открыта ремонтная мастерская, в 1934 году — электростанция. В 1939 году населённый пункт получил статус рабочего посёлка.
28 августа 1941 года был издан Указ Президиума ВС СССР о переселении немцев, проживающих в районах Поволжья. Немецкое население Палласовки было депортировано. После ликвидации АССР немцев Поволжья посёлок был передан в состав Сталинградской области. С 25 сентября 1942 года по 25 декабря 1943 года Палласовка относилась к прифронтовой зоне.
В послевоенные годы к посёлку было присоединено село Палласовка (бывшая Ней-Галка), Палласовка становится крупным центром сельскохозяйственного производства. 30 июня 1967 года Палласовка получила статус города.

## Население
| 1926    | 1939    | 1959    | 1970    | 1979    | 1989    | 1996    | 1998    | 2000    | 2001    | 2002    | 2005    |
| ------- | ------- | ------- | ------- | ------- | ------- | ------- | ------- | ------- | ------- | ------- | ------- |
| 1471    | ↗6715   | ↗10 346 | ↗13 505 | ↗15 503 | ↗17 712 | ↗18 000 | →18 000 | ↘17 900 | ↘17 600 | ↘17 163 | ↘16 700 |
| 2006    | 2007    | 2008    | 2009    | 2010    | 2011    | 2012    | 2013    | 2014    | 2015    | 2016    | 2017    |
| ↘16 500 | ↘16 400 | ↘16 300 | ↘16 264 | ↘16 081 | ↗16 100 | ↘15 923 | ↘15 728 | ↘15 493 | ↘15 235 | ↘15 089 | ↘14 940 |
| 2018    | 2019    | 2020    | 2021    |         |         |         |         |         |         |         |         |
| ↘14 729 | ↘14 658 | ↘14 463 | ↗14 966 |         |         |         |         |         |         |         |         |

На 1 января 2025 года по численности населения город находился на 789-м месте из 1124 городов Российской Федерации.

## Местное самоуправление
Структуру органов местного самоуправления городского поселения г. Палласовка составляют:
- глава городского поселения г. Палласовка;
- Палласовская городская Дума;
- администрация городского поселения г. Палласовка;
- контрольно-счётная палата городского поселения г. Палласовка.

Глава городского поселения — Гронин Владимир Васильевич.

## Микрорайоны города
Город условно делится на несколько частей:
- Центральная часть (Центр) — основная часть города, в которой расположены Администрация района, здание юстиции, центральный рынок, две аптеки, стоматологическая поликлиника, частные стоматологические поликлиники, детская и техническая библиотеки, детская школа искусств, районный краеведческий музей, комплекс жилых 5-этажных домов, МФЦ, площадь им. В. Ленина с клумбами, школа № 17, филиал Волгоградского института бизнеса (ВИБ), детские сады «Малышок» и «Родничок», редакция районной газеты «Рассвет», здание Пенсионного фонда по району, гостиница Юбилейная, узел связи. Центральной улицей города является ул. Юбилейная, самая протяженная улица города, на этой улице расположены: ГИБДД, тепловозное депо. В непосредственной близости, на ул. Вокзальная — железнодорожно-автобусный вокзал. На привокзальной площади установлен памятник П. С. Палласу.
- Галки — самый развитый район города получил название от «Ной-Галки» — основанного в XIX веке немецкой так называемой «колонки». Район положил начало городу. Соединен с центральной частью города улицей Ленина. На территории района расположен комплекс жилых домов молодёжного жилищного кооператива («МЖК»), школа № 2, здание военкомата, хлебопекарня, гаражный копператив «Газовик», светофор.
- 3-я молодёжная бригада (3МБ) — наиболее отдаленный район города, но и наиболее жилой из всех районов. На его территории находятся городское АТП, начальная школа № 1.
- 6-й квартал — один из самых развитых районов города, за что его в последнее время называют «вторым центром». Название получил от одноимённого квартала, хотя в его основе также находятся улицы Мира и Остравская. На территории 6-го квартала расположены здания Центральной районной больницы и районной поликлиники, городской пляж, центр досуга «Спектр» (бывший «Строитель»), комплекс из 2-этажных 2-квартирных домов («скворечники»), комплекс из пяти 5-этажных домов (8-й квартал), жилой городок пограничных войск ФСБ России, МОУ «Палласовская СОШ № 11», детские сады «Колокольчик» и «Солнышко», Профессиональное училище № 56, гаражный кооператив «Лада».
- Залинейный район — микрорайон в западной части, расположенный на противоположной от остальной части города стороне железнодорожного полотна, разделяющего город на две части с севера на юг. Западная часть района — это прежде всего 2 элеватора — «степные небоскребы». В центре района находится школа № 14.
- Заречный район — в этом микрорайоне расположены школа № 12, Налоговая инспекция, Районный стадион «Колос», районный Дом культуры, детский сад «Ромашка».
- Дачи — жилой микрорайон.

Некоторые ошибочно считают соседний посёлок Новостройка частью Палласовки.

## Климат
Климат умеренный континентальный (согласно классификации климатов Кёппена — Dfa). Среднегодовая температура положительная и составляет + 7,2 °C, средняя температура самого холодного месяца января − 9,7 °C, самого жаркого месяца июля + 23,7 °C. Многолетняя норма осадков — 328 мм, наименьшее количество выпадает в марте 17 мм, наибольшее в мае и июне 37 мм.
| Среднемесячная температура последних лет | Среднемесячная температура последних лет | Среднемесячная температура последних лет | Среднемесячная температура последних лет | Среднемесячная температура последних лет | Среднемесячная температура последних лет | Среднемесячная температура последних лет | Среднемесячная температура последних лет | Среднемесячная температура последних лет | Среднемесячная температура последних лет | Среднемесячная температура последних лет | Среднемесячная температура последних лет | Среднемесячная температура последних лет | Среднемесячная температура последних лет |
| Месяц                                    | Янв                                      | Фев                                      | Мар                                      | Апр                                      | Май                                      | Июн                                      | Июл                                      | Авг                                      | Сен                                      | Окт                                      | Ноя                                      | Дек                                      | Год                                      |
| 2001 год, °C                             |                                          |                                          |                                          |                                          |                                          |                                          |                                          |                                          |                                          |                                          |                                          |                                          |                                          |
| 2002 год, °C                             |                                          |                                          |                                          |                                          |                                          |                                          |                                          |                                          |                                          |                                          |                                          |                                          |                                          |
| 2003 год, °C                             |                                          |                                          |                                          |                                          |                                          |                                          |                                          |                                          |                                          |                                          |                                          |                                          |                                          |
| 2004 год, °C                             |                                          |                                          |                                          |                                          |                                          |                                          |                                          |                                          |                                          |                                          |                                          |                                          |                                          |
| 2005 год, °C                             |                                          |                                          |                                          |                                          |                                          |                                          |                                          |                                          |                                          |                                          | 1,1                                      | −3.3                                     |                                          |
| 2006 год, °C                             | −14.3                                    | −11.8                                    | −1.3                                     | 10,2                                     | 16,3                                     | +23.9                                    | +21.7                                    | +25.0                                    | +16.6                                    | +8.7                                     | +0.4                                     | −0.6                                     |                                          |
| 2010 год, °C                             | −17                                      | −11.6                                    | −3.7                                     | +7.8                                     | +17.8                                    | 24,4                                     | +27.5                                    | +26.0                                    | +16.1                                    | +4.5                                     | +5.3                                     |                                          |                                          |
| 2011 год, °C                             | −9.0                                     | −15.5                                    | −5.7                                     | +7.3                                     | 17                                       | +21.1                                    | +28.2                                    | +23.4                                    | +15.3                                    | +7.9                                     | −3.1                                     | −4.4                                     |                                          |
| 2012 год, °C                             | −9.9                                     | −15.5                                    | −5.3                                     | +15.1                                    | +20.1                                    | +24.7                                    | 25,4                                     | 24,4                                     | +16.2                                    | +10.1                                    | +1.6                                     | −6.8                                     |                                          |
| 2013 год, °C                             | −7.9                                     | −6.1                                     | −1.4                                     | +10.3                                    | +20.4                                    | +22.3                                    | +23.1                                    | +22.5                                    | 14,2                                     | +7.1                                     | +3.6                                     | −3.6                                     |                                          |
| 2014 год, °C                             | −8.8                                     | −9.9                                     | −0.6                                     | +8.0                                     | 19,6                                     | 21,0                                     | +23.4                                    | 25,7                                     | +15.1                                    | +5.6                                     | −3.8                                     | −4.9                                     |                                          |
| 2015 год, °C                             | −8.9                                     | −5.8                                     | −0.7                                     | +8.9                                     | +17.9                                    | +25.4                                    | +23.6                                    | +21.7                                    | +18.5                                    | +5.7                                     | +2.6                                     | −0.6                                     |                                          |
| 2016 год, °C                             | −8.8                                     | −0.5                                     | +2.9                                     | +11.0                                    | 16,8                                     | +22.1                                    | +25.0                                    | +26.2                                    | +14.1                                    | +6.3                                     | 3                                        | −2.4                                     |                                          |
| 2017 год, °C                             | −7.9                                     | −7.2                                     | +1.3                                     | +9.1                                     | +15.2                                    | +19.5                                    | +24.7                                    | +25.3                                    | +16.8                                    |                                          |                                          |                                          |                                          |
| ---------------------------------------- | ---------------------------------------- | ---------------------------------------- | ---------------------------------------- | ---------------------------------------- | ---------------------------------------- | ---------------------------------------- | ---------------------------------------- | ---------------------------------------- | ---------------------------------------- | ---------------------------------------- | ---------------------------------------- | ---------------------------------------- | ---------------------------------------- |

Направление ветра
| Направление ветра              | Направление ветра              | Направление ветра              | Направление ветра              | Направление ветра              | Направление ветра              | Направление ветра              | Направление ветра              | Направление ветра              | Направление ветра              | Направление ветра              | Направление ветра              | Направление ветра              | Направление ветра              | Направление ветра              | Направление ветра              | Направление ветра              |
| Направление                    | С                              | ССВ                            | СВ                             | ВСВ                            | В                              | ВЮВ                            | ЮВ                             | ЮЮВ                            | Ю                              | ЮЮЗ                            | ЮЗ                             | З                              | ЗСЗ                            | СЗ                             | ССЗ                            | Штиль                          |
| Повторяемость в процентах, м/с | Повторяемость в процентах, м/с | Повторяемость в процентах, м/с | Повторяемость в процентах, м/с | Повторяемость в процентах, м/с | Повторяемость в процентах, м/с | Повторяемость в процентах, м/с | Повторяемость в процентах, м/с | Повторяемость в процентах, м/с | Повторяемость в процентах, м/с | Повторяемость в процентах, м/с | Повторяемость в процентах, м/с | Повторяемость в процентах, м/с | Повторяемость в процентах, м/с | Повторяемость в процентах, м/с | Повторяемость в процентах, м/с | Повторяемость в процентах, м/с |
| ноябрь 2005 года               | 3,5 %                          | 4,7 %                          | 2,5 %                          | 7,0 %                          | 12,5 %                         | 15,0 %                         | 8,9 %                          | 3,3 %                          | 3,8 %                          | 1,1 %                          | 5,0 %                          | 3,8 %                          | 10,2 %                         | 1,1 %                          | 8,9 %                          | 9,3 %                          |
| декабрь 2005 года              | 2,3 %                          | 0,8 %                          | 12,7 %                         | 17,2 %                         | 10,7 %                         | 5,7 %                          | 17,2 %                         | 3,3 %                          | 5,7 %                          | 0,8 %                          | 5,5 %                          | 1,5 %                          | 2,5 %                          | 0,5 %                          | 2,5 %                          | 0,7 %                          |
| ------------------------------ | ------------------------------ | ------------------------------ | ------------------------------ | ------------------------------ | ------------------------------ | ------------------------------ | ------------------------------ | ------------------------------ | ------------------------------ | ------------------------------ | ------------------------------ | ------------------------------ | ------------------------------ | ------------------------------ | ------------------------------ | ------------------------------ |

P0, атмосферное давление на уровне станции (миллиметры ртутного столба), приведенное к среднему уровню моря
| P0 атмосферное давление | P0 атмосферное давление | P0 атмосферное давление    | P0 атмосферное давление     | P0 атмосферное давление | P0 атмосферное давление    | P0 атмосферное давление     | P0 атмосферное давление | P0 атмосферное давление | P0 атмосферное давление | P0 атмосферное давление | P0 атмосферное давление | P0 атмосферное давление | P0 атмосферное давление |
|                         | Среднее значение        | Минимальное значение(дата) | Максимальное значение(дата) | Среднее значение        | Минимальное значение(дата) | Максимальное значение(дата) |                         |                         |                         |                         |                         |                         |                         |
| декабрь 2005 года       | 764.9                   | 747.2(17.12.2005)          | 781.2(30.12.2005)           | 768.6                   | 750.4(17.12.2005)          | 785.8(30.12.2005)           |                         |                         |                         |                         |                         |                         |                         |
| ----------------------- | ----------------------- | -------------------------- | --------------------------- | ----------------------- | -------------------------- | --------------------------- | ----------------------- | ----------------------- | ----------------------- | ----------------------- | ----------------------- | ----------------------- | ----------------------- |

## Образование

Средняя школа № 11

- «Палласовский сельскохозяйственный техникум» Архивная копия от 24 марта 2022 на Wayback Machine
- МКОУ СОШ № 11 г. Палласовки Архивная копия от 1 февраля 2014 на Wayback Machine
- Палласовская СОШ № 17
- Палласовская СОШ № 2 Архивная копия от 17 ноября 2015 на Wayback Machine
- Палласовская СОШ № 12(упразднена)
- Палласовская СОШ № 14
- Детский сад «Колокольчик»[36]
- Детский сад № 3 «Ромашка»[37]
- Детский сад «Березка»
- Детский сад № 2 «Солнышко»
- Детский сад «Малышок»

Детский центр ментальной арифметики «Smartykid’s»

## Известные люди
- Петер Симон Паллас (1741—1811) — немецкий и русский учёный-энциклопедист, естествоиспытатель, географ и путешественник. Прославился научными экспедициями по территории России во второй половине XVIII века, внёс существенный вклад в мировую и российскую науку — биологию, географию, геологию, филологию и этнографию.
- Мамбетов, Азербайжан Мадиевич (1932—2009) — казахский режиссёр, народный артист СССР (1976).
- Алексей Геннадиевич Дмитриенко (род. 1972) — член Совета Федерации ФС РФ с 2016 года.
- Зиннер, Лев Яковлевич (род. 1938) Советский и российский ученый электротехник. Доктор технических наук, профессор Казанского Государственного Технологического Университета (КНИТУ/КХТИ).